# Aleksander (Białozor)
Aleksander, imię świeckie Aleksandr Adolfowicz Białozor (ur. 1866 w Bobrujsku, zm. 7 maja 1933) – biskup Rosyjskiego Kościoła Prawosławnego pochodzenia białoruskiego.

## Życiorys
Ojciec przyszłego hierarchy był sekretarzem dumy miejskiej Bobrujska. Gdy Aleksandr Białozor miał trzy lata, jego rodzice rozwiedli się, a jego matka przeprowadziła się razem z dzieckiem do Tyflisu. Pięć lat później kobieta zmarła. Opiekę nad dzieckiem przejęła kobieta, która wcześniej pomagała jej w prowadzeniu gospodarstwa, jednak szybko zdecydowała się na oddanie dziecka do domu biskupiego w Astrachaniu, pod opiekę biskupa Eugeniusza. W 1884 Aleksandr Białozor ukończył seminarium duchowne w Astrachaniu, po czym porzucił swojego opiekuna i próbował rozpocząć karierę artystyczną. Zachorował jednak, co skłoniło go do powrotu do Astrachania. Biskup Eugeniusz nadal był jego protektorem – gdy w 1889 został mianowany biskupem stawropolskim, Aleksandr Białozor wyjechał razem z nim do Stawropola i został zatrudniony w domu biskupim.
W 1891 przyjął święcenia diakońskie z rąk biskupa Eugeniusza, on też rok później wyświęcił go na kapłana. Aleksandr Białozor był katechetą w szkołach duchownych w Jejsku i służył w miejscowej cerkwi św. Pantelejmona.
W 1922, będąc już wdowcem, przyjął chirotonię biskupią w ramach Żywej Cerkwi i objął katedrę stawropolską w jej strukturach. Rok później został przeniesiony do eparchii taganroskiej. We wrześniu 1923 złożył akt pokutny i zamieszkał w Jejsku jako biskup emerytowany. W 1930 zwrócił się do zastępcy locum tenens Patriarchatu Moskiewskiego, metropolity Sergiusza, z prośbą o mianowanie go ordynariuszem jednej z wakujących katedr biskupich. Prośba została zaakceptowana i biskup Aleksander objął w 1930 katedrę barnaułską. Po roku został przeniesiony do eparchii rostowskiej, jednak już w 1932, z powodu złego stanu zdrowia, poprosił o powtórne przeniesienie w stan spoczynku i wrócił do Jejska.
W 1933 został aresztowany i oskarżony o organizację grupy cerkiewno-monarchistycznej, jak również o przygotowania do antyradzieckiego powstania. W śledztwie przyznał się do winy, został skazany na śmierć i rozstrzelany.